# طوبوغرافية الإرهاب

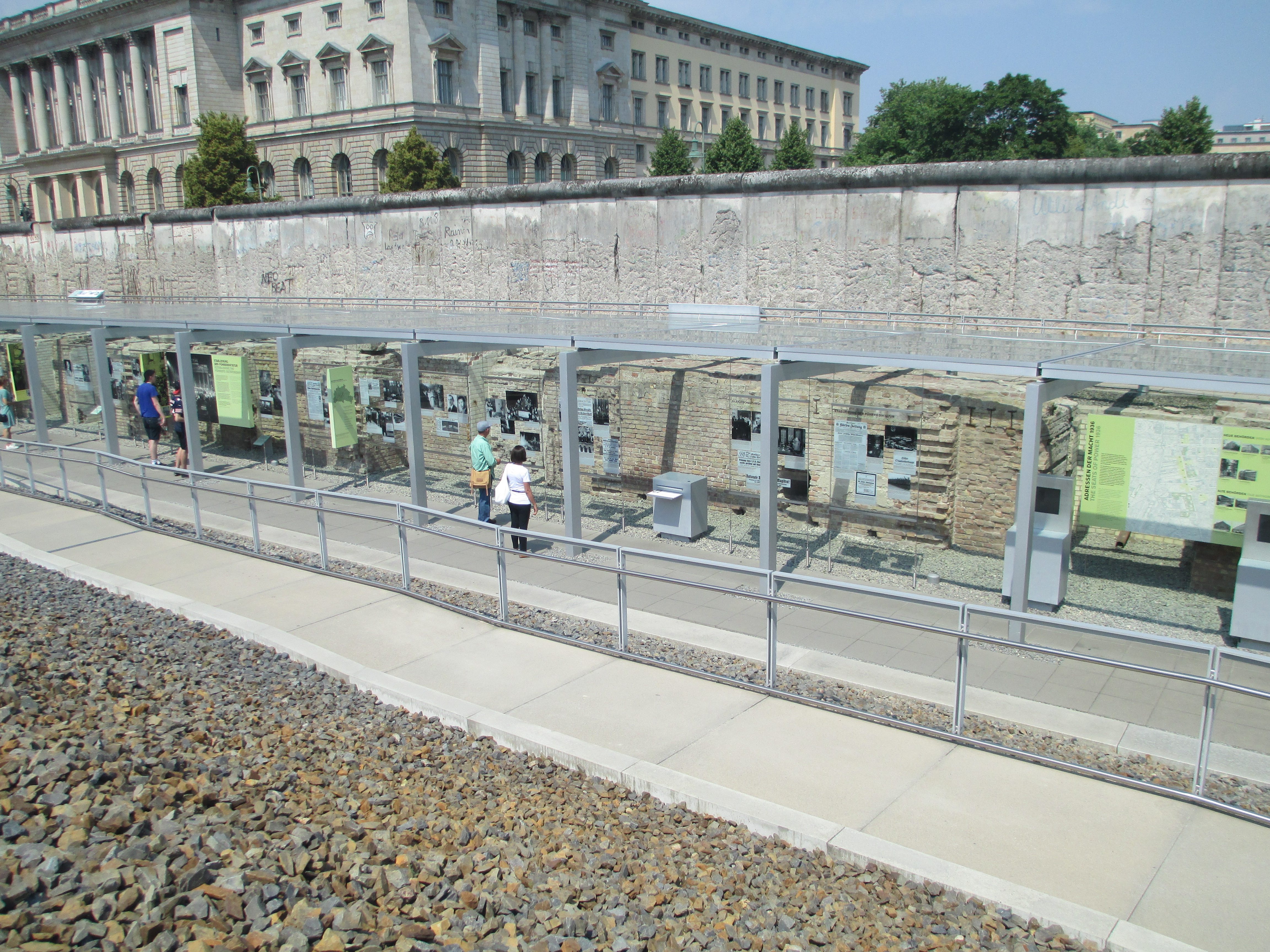
المتحف المفتوح طوبوغرافية الإرهاب. بجانبه، جزء من جدار برلين.

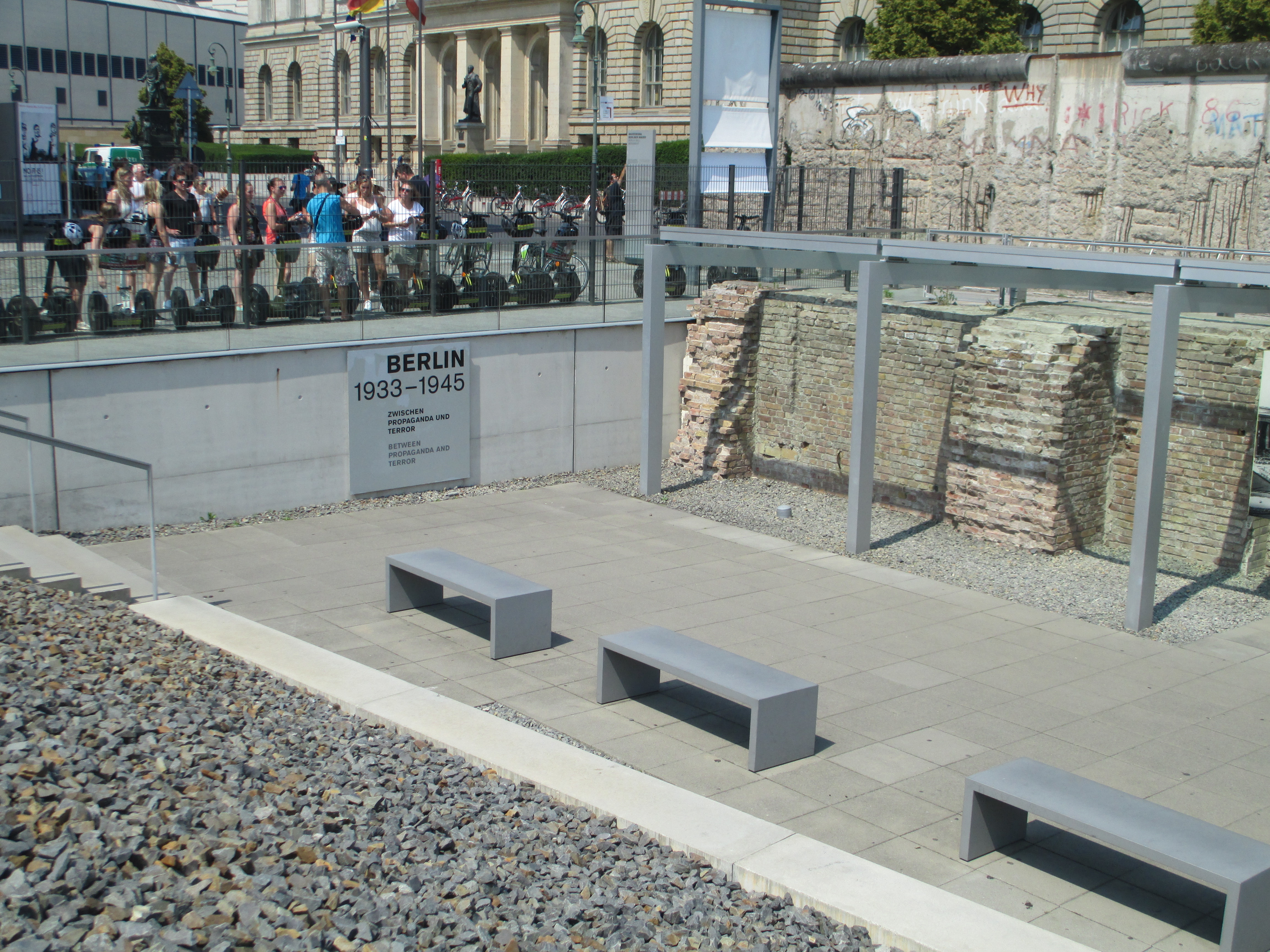
بقايا الملاجئ في مباني قوات الغيستابو البوليس السري الألماني في المتحف المفتوح طوبوغرافية الإرهاب

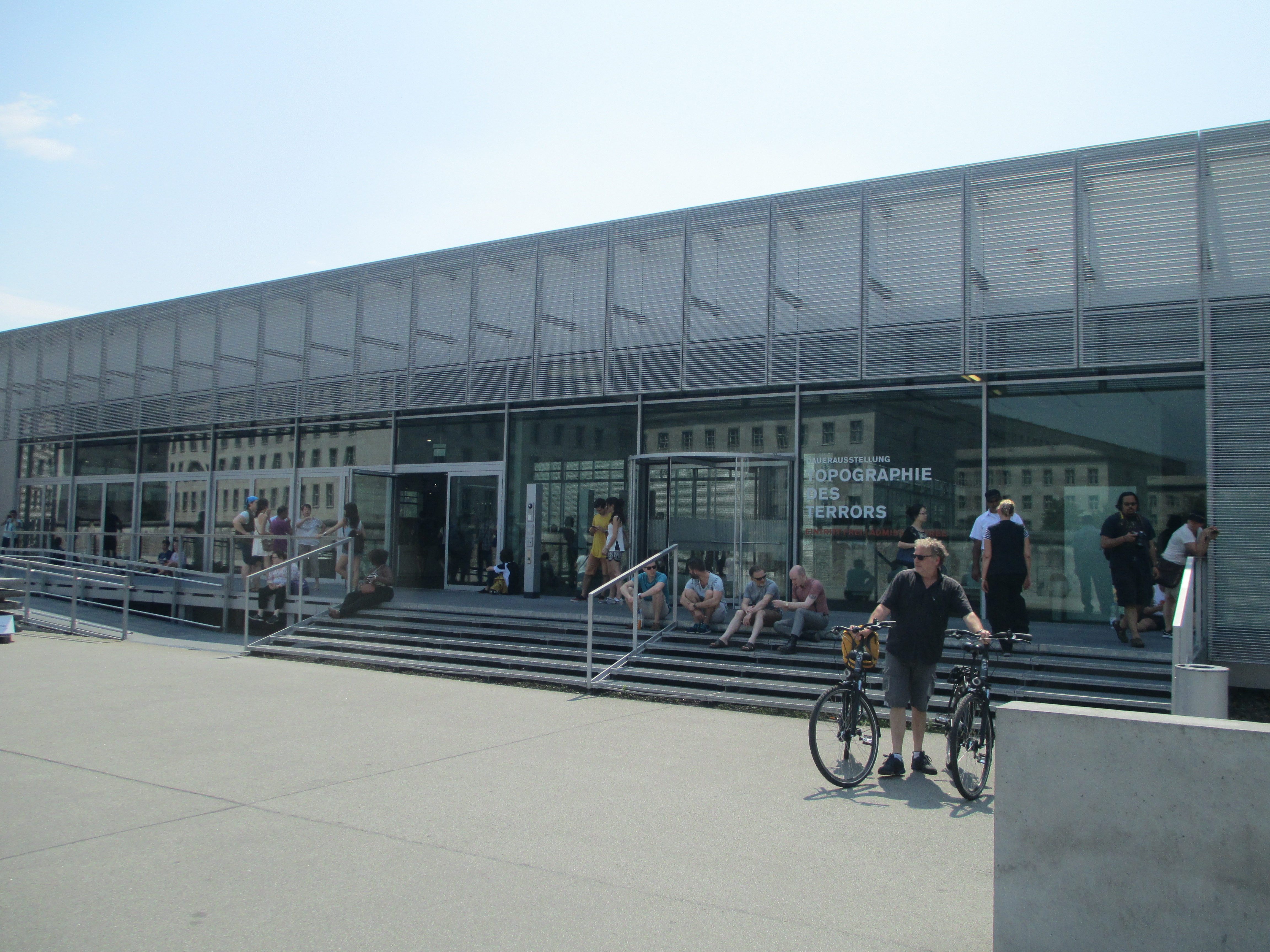
متحف طوبوغرافية الإرهاب

طوبوغرافية الإرهاب (بالألمانية: Topographie des Terrors)‏ هو متحف مفتوح في مركز برلين عاصمة ألمانيا.
يقع المتحف في شارع نيدينكرنخر (Niederkirchnerstraße) المكان الذي كان به مقر قيادة الغيستابو البوليس السري الألماني ووحدة إس إس أو شوتزشتافل " De-Schutzstaffel" وهي الوحدة الوقائية النازية في الفترة بين عامي 1933 و1945 في فترة العهد النازي.
في المكان الذي تواجد به المبنى، كانت الحدود بين برلين الشرقية وبرلين الغربية قبل بناء جدار برلين ولهذا السبب كان جدار برلين يقع إلى جانب المبنى الذي ما زالت بقاياه موجودة حتى اليوم. 
في عام 1987 وبمناسبة مرور 750 عاماً على تأسيس مدينة برلين قام بعض المؤرخين والباحثين من شرق وغرب ألمانيا بعملية تنقيب واسعة في المبنى ولأول مرة بعد انتهاء الحرب. وخلال عملية الحفر تم كشف ملاجئ المبنى التي تم بها حبس وتعذيب وإعدام السجناء الأمنيين على يد الغيستابو "البوليس السري الألماني" ووحدةالإس إس حيث يوثق المتحف اأعمالهم وإجرامهم وكما يتطرق المتحف إلى محكمة نورنبيرغ حيث يستطيع الزوار الاستماع لبعض تسجيلات المحكمة. 

## معرض صور

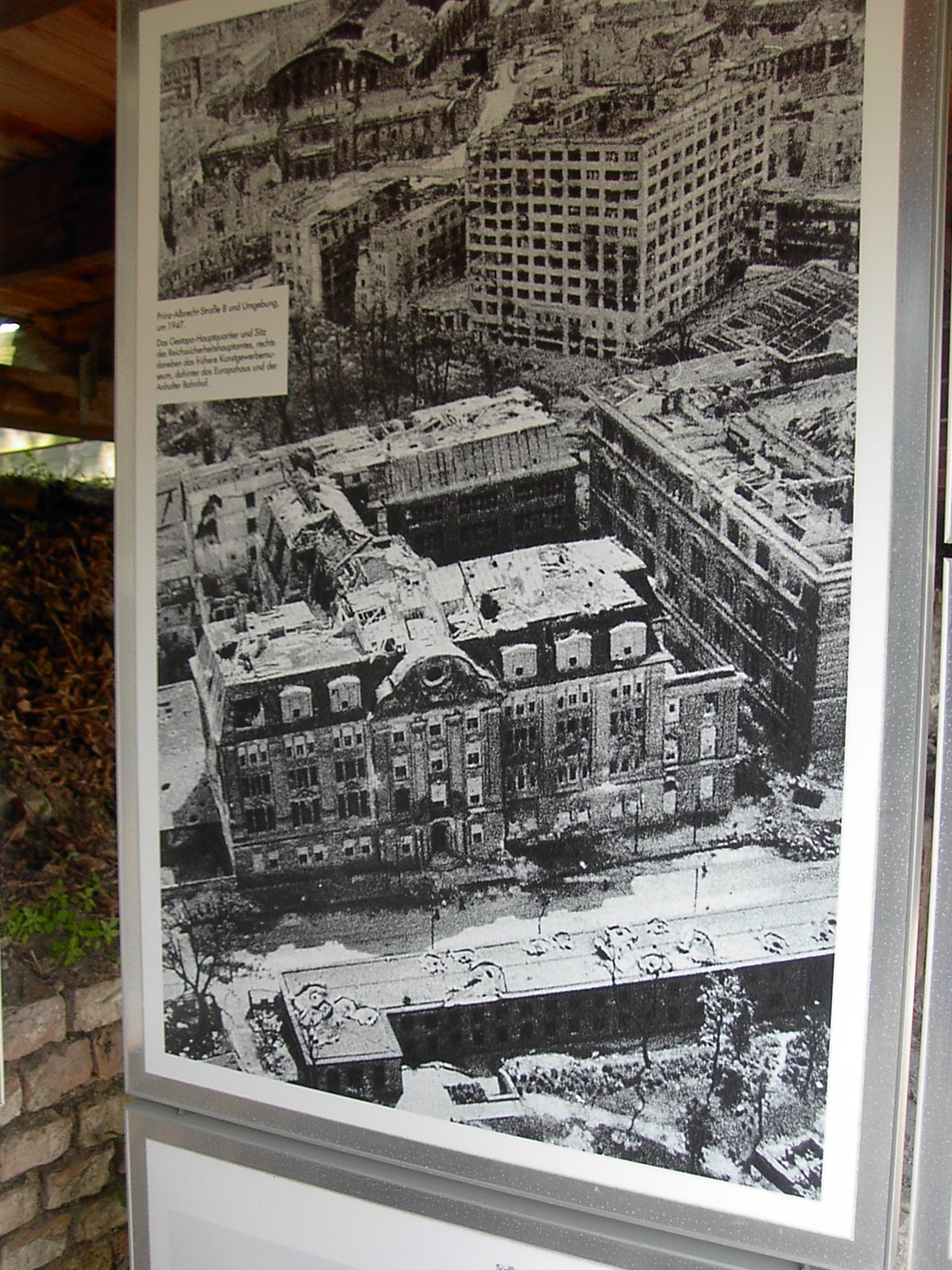
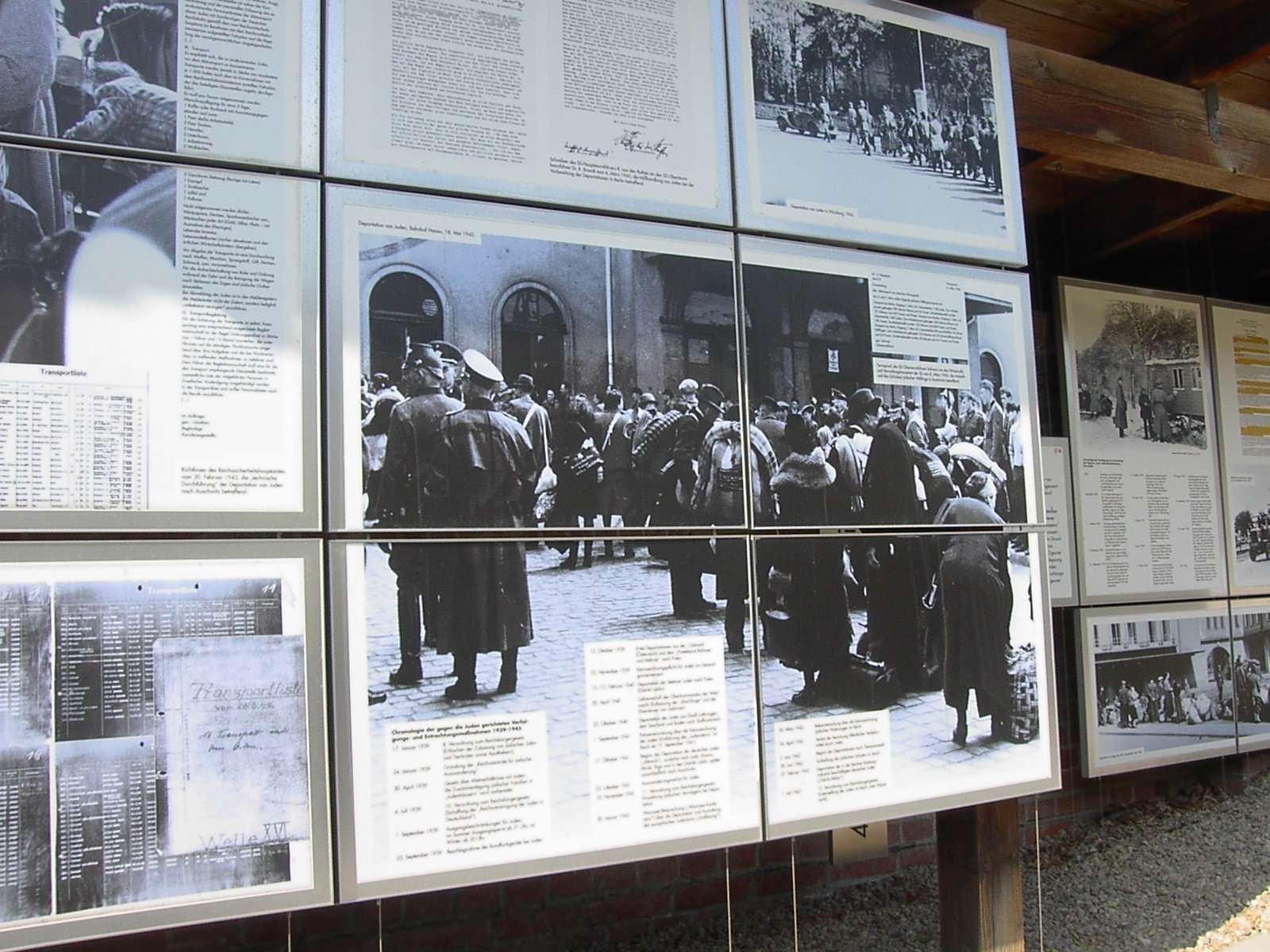
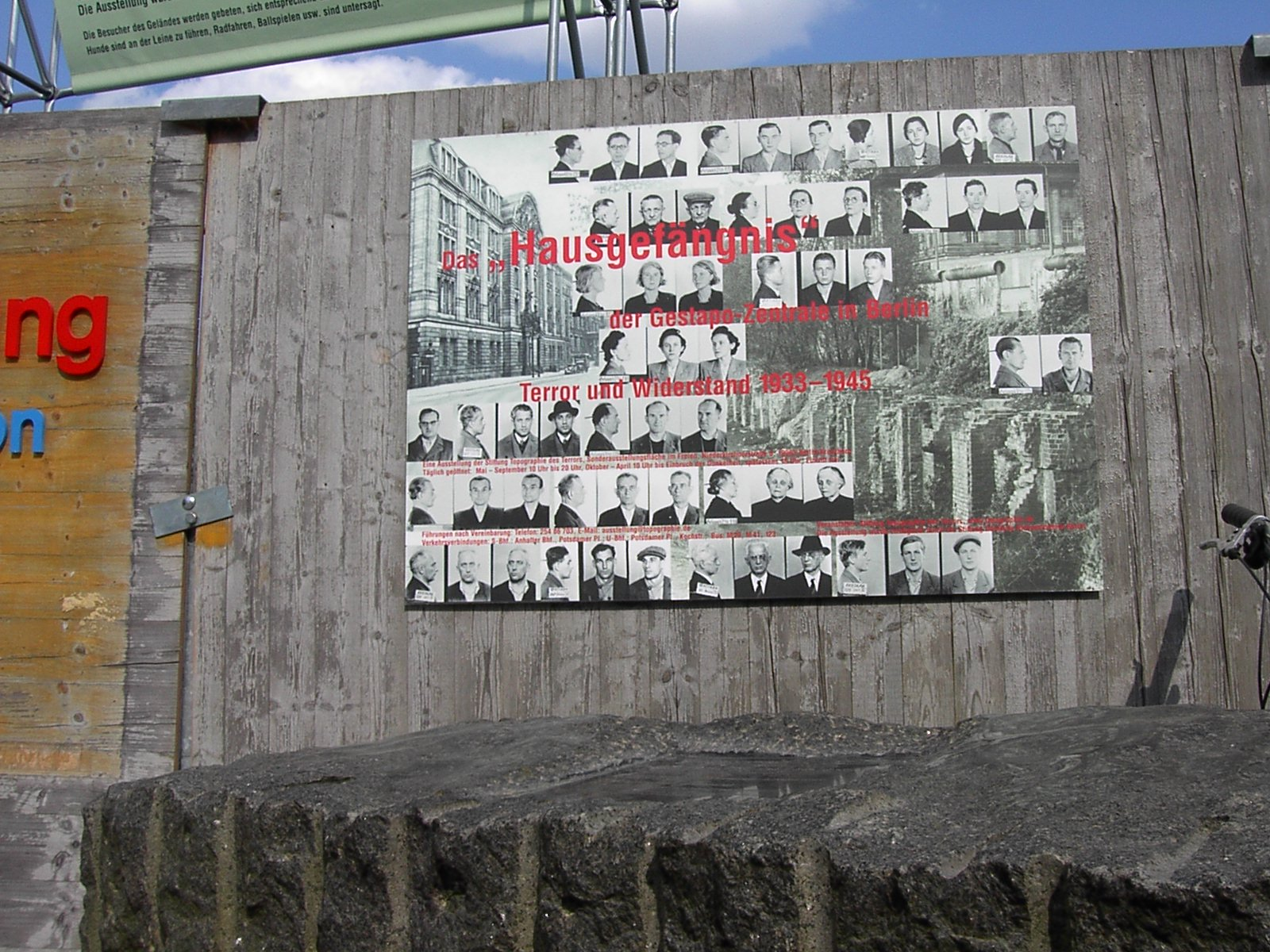